# Knotspoliep
De knotspoliep (Clava multicornis) is een hydroïdpoliep uit de familie Hydractiniidae. De poliep komt uit het geslacht Clava. Clava multicornis werd in 1775 voor het eerst wetenschappelijk beschreven door Forsskål als Hydra multicornis.

## Beschrijving
De knotspoliep is hydroïdpoliep die zowel individueel als in kolonies voorkomt en een roodbruin, roze of blauwachtig kleur heeft. De poliep zelf is knotsvormig en 10-20 mm lang, maar kan veel korter lijken omdat de poliep zijn steel samen kan trekken. Aan het eivormige uiteinde (hydranth) van de poliep zijn 20 tot 40 tentakels aanwezig. Vlak onder de tentakels bevinden zich de gonoforen (voortplantingsorganen), die in band rondom de steel dicht bij elkaar staan. In kolonies zijn de recht omhoog-groeiende poliepen verbonden met vervlochten, horizontale stolonen op een hard substraat.

## Verspreiding en leefgebied
De knotspoliep is inheems in de Noord-Atlantische Oceaan, variërend van Long Island tot Labrador, IJsland, de Witte Zee, de Noordzee en de Golf van Biskaje. Het werd geïntroduceerd in San Francisco Bay, Californië, maar is daar al meer dan 50 jaar niet verzameld. In 2013 werden echter uitgebreide gevestigde kolonies gevonden op drijvende dokken in Coos Bay, Oregon. Het kan zich vestigen op een verscheidenheid aan substraten, waaronder zeewier, schelpen van weekdieren, rotsen, palen en boeien.
De knotspoliep zijn temperatuurgevoelige hydroïdpoliepen. In hun primaire temperatuurbereik van 12 °C tot 17 °C, kan de soort vele zoutgehaltes weerstaan, variërend van 16 ppt tot 40 ppt. Een specifieke omgeving waarin ze zijn gevonden, is het Noordpoolgebied. Ze hechten zich aan algensoorten, waaronder knotswier (Ascophyllum nodosum) en blaaswier (Fucus vesiculosus). De knotspoliep herbergt op zijn beurt ook andere ongewervelde dieren. Een bekende soort zijn de larven van het michelinmannetje (Pycnogonum litorale), een zeespin die als ectoparasiet leeft op de knotspoliep, hetzij in zijn stoloon of hydrocaulus.

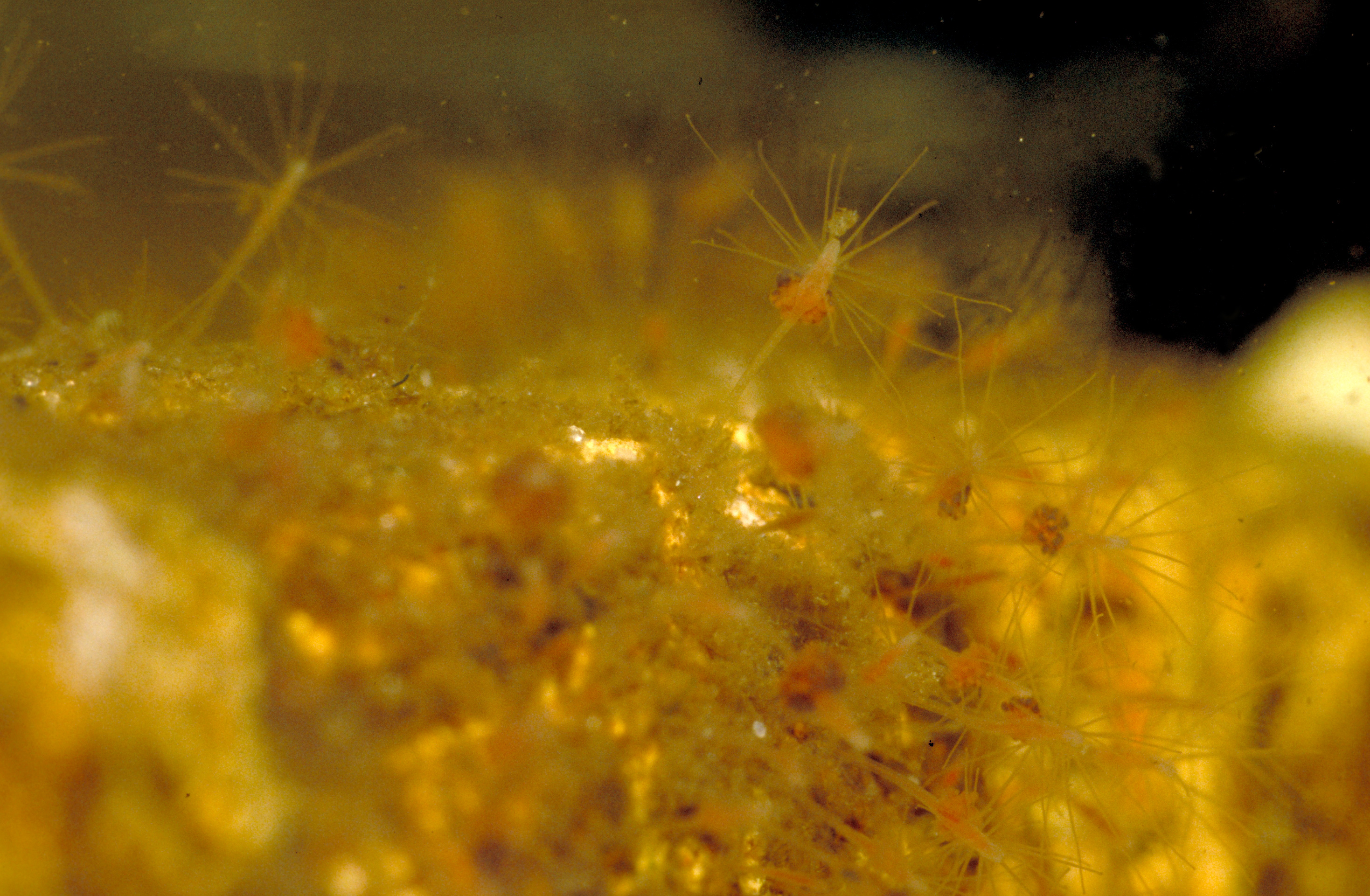
Knotspoliep (Ecomare)
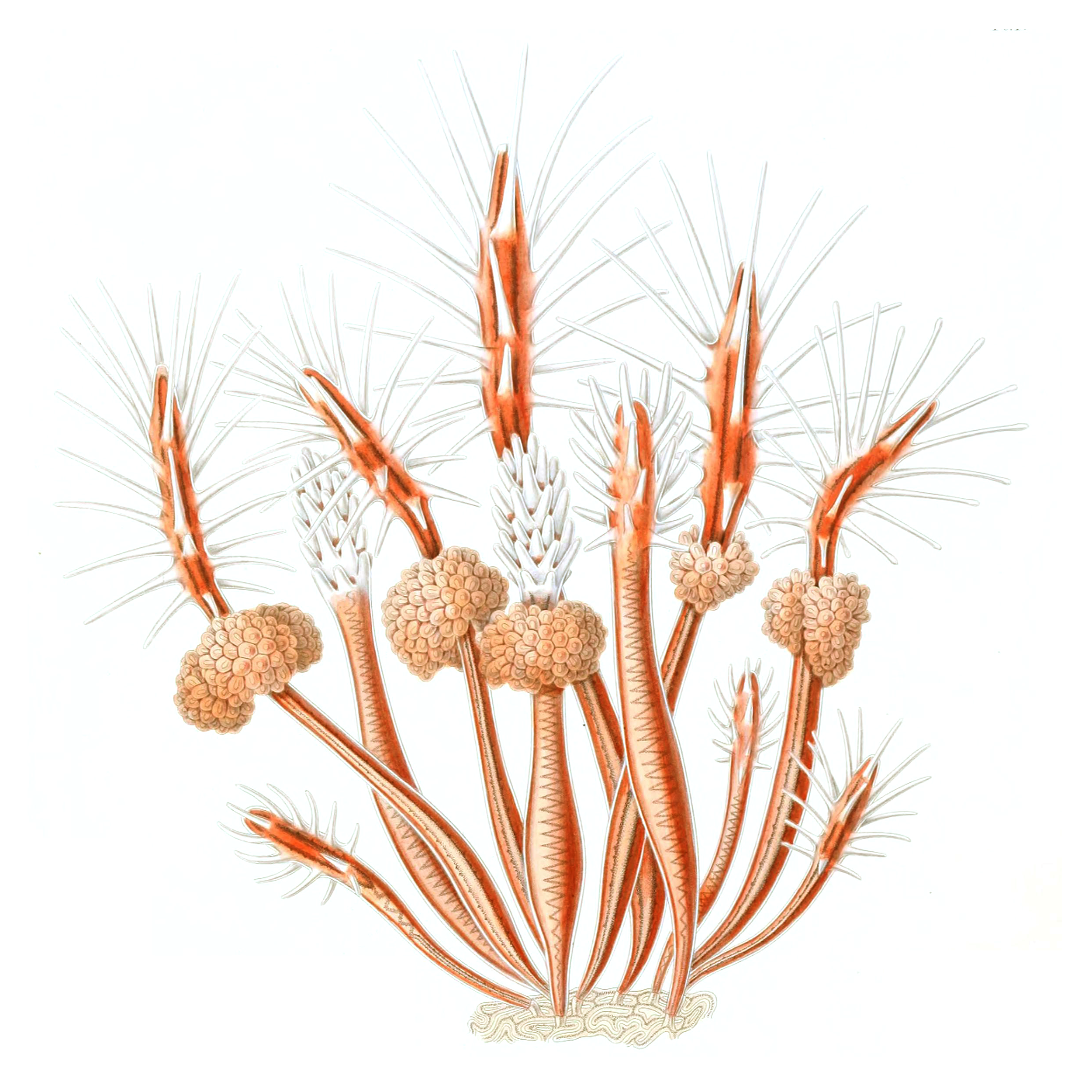
Tekening van knotspoliep (Allman, 1871)